# 尼尔斯·奥普达尔
尼尔斯·奥普达尔（挪威語：Nils Opdahl，1882年11月16日—1951年12月28日），挪威男子竞技体操运动员。他曾代表挪威获得1912年夏季奥运会体操比赛男子团体自由式金牌。他的弟弟雅各布同样也是体操选手。